# تفکیک زاویه‌ای
تفکیک زاویه‌ای (به انگلیسی: Angular resolution)، توانایی هر نوع وسیله تشکیل‌دهندهٔ تصویر همچون تلسکوپ رادیویی یا نوری، میکروسکوپ، دوربین یا چشم انسان برای متمایزسازی جزئیات یک شیء را می‌گویند. به همین دلیل قدرت تفکیک زاویه‌ای از اصلی‌ترین مشخصه‌های وضوح تصویر می‌باشد.
در فیزیک و علوم مربوط به زمین‌شناسی، عبارت تفکیک فضایی به دقت اندازه‌گیری نسبت به فضا اشاره دارد.
این کمیت من جمله در نجوم و علوم تصویری دیگر کاربردهای فراوانی دارد.

## تعریف واصطلاحات
توان تفکیک
توان تفکیک (resolving power) قدرت یک سامانه تصویری برای جداسازی دو نقطه از جسم که در فاصله زاویه‌ای (angular distance) کمی با هم هستند یا قدرت یک وسیلهٔ نوری برای جداسازی اجرام خیلی دور که به هم نزدیکند به صورت دو تصویر مجزا را می‌گویند.
وضوح
وضوح (resolution) یا حداقل فاصلهٔ تفکیک‌پذیر (minimum resolvable distance)، حداقل فاصله بین دو شیء در یک تصویر است که آن ۲ شیء از هم قابل تشخیص باشند، اگرچه که این عبارت به‌طور گسترده توسط کاربران میکروسکوپ و تلسکوپ برای توضیح دادن توان تفکیک (resolving power) استفاده می‌شود.

## توضیحات
تفکیک تصویری یک سیستم به علت ۲ پدیدهٔ بیراهش یا پراش که باعث تاری تصویر می‌شود محدود می‌شود. این ۲ پدیده ۲ منشأ گوناگون دارند و به هم ربطی ندارند. بیراهش نوری به کمک هندسه ی اپتیکی توضیح داده می‌شود و با افزایش کیفیت اپتیکی و متعاقباً قیمت وسیله این مشکل حل می‌شود. از طرف دیگر پدیدهٔ پراش از خاصیت موجی بودن نور ناشی می‌شود و به وسیله عدسی عناصر نوری تعیین می‌شود. عدسی دایره ای شکل لنزها مانند ورژن دوبعدی آزمایش تک شکاف هستند. نورهایی که از لنز رد می‌شوند با یکدیگر تداخل می‌کنند و یک الگوی پراش دایره ای شکل ایجاد می‌کند که اگر جبههٔ موج نور آمده کروی باشد به الگوی هوایی (airy pattern) معروف است.
اثر متقابل ۲ پدیدهٔ بیراهش و پراش را می‌توان با تابع نقطه گستر (پی‌اِس‌اِف) توصیف کرد. هر چه عدسی لنز باریک‌تر باشد احتمال اینکه پی‌اِس‌اِف بر بیراهش غلبه کند بیشتر می‌شود. در این صورت، تفکیک زاویه‌ای (angular resolution) یک سیستم اپتیکی را می‌توان با ضابطهٔ رایلی (John William Strutt, 3rd Baron Rayleigh) از روی قطر عدسی و جبههٔ موج تخمین زد: ۲ منبع نقطه ای را می‌توان جدا از هم دید هرگاه ماکسیمم پراش اصلی یک تصویر بر اولین مینیمم پراش عکس دیگر منطبق شود. اگر فاصله بیشتر باشد، آن ۲ نقطه به خوبی resolve می‌شوند و اگر کمتر باشد، آن‌ها resolve نمی‌شوند.
{\displaystyle \theta =1.220{\frac {\lambda }{D}}}
که θ تفکیک زاویه‌ای است (رادیان)، λ طول‌موج نور است، و D قطر لنز عدسی می‌باشد. عدد ۱٫۲۲۰ از محاسبهٔ موقعیت اولین حلقهٔ تاریک محاط شده در دیسک هوایی مرکزی پراش بدست می‌آید. این عدد دقیقاً 1.21966989…(OEIS: A245461) است.
ضابطهٔ رایلی شبیه حد تجربی تفکیک ای، که قبل تر فضانورد انگلیسی ویلیام روتر داوز (W.R.Dawes) که مشاهدات انسانی را روی ستاره‌هایی با روشنایی برابر تست می‌کرد کشف کرد، می‌باشد. در نتیجه θ = 4.56/D، که D بر حسب اینچ و θ بر حسب arcseconds کمی باریک‌تر از چیزی است که با ضابطهٔ رایلی بدست می‌آید. محاسبه ای که از دیسک هوایی به عنوان پی‌اِس‌اِف استفاده می‌کند نشان می‌دهد که در حد داوز(Dawes' limit) قوس ۵٪ بین دو ماکسیمم وجود دارد، در حالیکه در ضابطهٔ رایلی قوس ۲۶٫۳٪ هست. در فنون‌های پردازش تصویر نوین مانند پی‌اِس‌اِف‌ها، اجازه می‌دهند resolution باینری‌ها حتی فاصله زاویه‌ای کمتری هم داشته باشند.
تفکیک زاویه‌ای می‌تواند با زیاد کردن زاویه (به رادیان) با فاصله ای که جسم دارد، به تفکیک فضایی، Δℓ، تبدیل شود.
برای میکروسکوپ، این فاصله نزدیک به فاصله کانونی عدسی میکروسکوپ (objective) f است. ضابطهٔ رایلی را برای آن می‌نویسیم:
{\displaystyle \Delta \ell =1.220{\frac {f\lambda }{D}}}

## موارد خاص

### تلسکوپ تک
منابع نقطه ای که با یک زاویهٔ کوچکتر از وضوح زاویه‌ای جدا شده‌اند، قابل تشخیص نیستند. یک تلسکوپ نوری ممکن است دارای وضوح زاویه‌ای کمتر از یک آرک ثانیه باشد، اما مشاهده نجومی و سایر اثرات جوی باعث می‌شود رسیدن به این نقطه بسیار سخت شود.
وضوح زاویه‌ای R یک تلسکوپ، معمولاً می‌تواند توسط رابطهٔ زیر تخمین زده شود:
{\displaystyle R={\frac {\lambda }{D}}}
که در آن طول‌موج تابش مشاهده شده، و D قطر عدسی تلسکوپ است. R بدست آمده، برحسب رادیان می‌باشد. به عنوان مثال، برای نور زرد با طول‌موج ۵۸۰ نانومتر، برای یک وضوح ۰٫۱ آرک ثانیه‌ای، ما نیاز به D برابر با ۱٫۲ متر داریم. منابع بزرگتر از وضوح زاویه‌ای، منابع گسترده یا منابع پراکنده شده نامیده می‌شوند و منابع کوچکتر، منابع نقطه ای نامیده می‌شوند.
این فرمول، برای نور با طول‌موج حدود ۵۶۲ نانومتر، حد داوز نیز گفته می‌شود.

### آرایه ای از تلسکوپ‌ها
بالاترین وضوح زاویه‌ای می‌تواند توسط آرایه ای از تلسکوپ‌ها به نام تداخل‌سنج نجومی (astronomical interferometers) حاصل شود: این ابزار می‌توانند به وضوح‌های زاویه‌ای ۰٫۰۰۱ آرک ثانیه در طول‌موج‌های نوری، و وضوح‌های بسیار بیشتری در طول‌موج‌های اشعه ایکس برسند. برای انجام تصویربرداری سنتز روزنه، به تعداد زیادی از تلسکوپ نیاز است در یک ترتیب ۲ بعدی با دقت ابعادی بیشتر از یک قطعه (0.25x) از وضوح تصویر مورد نیاز، قرار گرفته‌اند.
وضوح زاویه‌ای R یک ترتیب تداخل سنج، معمولاً می‌تواند توسط رابطهٔ زیر تخمین زده شود:
{\displaystyle R={\frac {\lambda }{B}}}
که در آن λ، طول‌موج تابش مشاهده شده، و B طولِ حداکثر تفکیک فیزیکی تلسکوپ در آن ترتیب است، که خط پایه نامیده می‌شود. منابع بزرگتر از وضوح زاویه‌ای، منابع گسترده یا منابع پراکنده شده نامیده می‌شوند و منابع کوچکتر، منابع نقطه ای نامیده می‌شوند. به عنوان مثال، برای ایجاد یک تصویر در نور زرد با طول‌موج ۵۸۰ نانومتر، برای وضوح ۱ میلی آرک ثانیه، ما نیاز داریم تلسکوپ‌ها در تربیت ۱۲۰ متر در ۱۲۰ متری با دقت ابعادی بیشتر از ۱۴۵ نانومتر قرار گیرند.

### میکروسکوپ
وضوح R (در اینجا به عنوان فاصله اندازه‌گیری می‌شود، با وضوح زاویه‌ای از بخش قبلی اشتباه گرفته نشود) به دیافراگم زاویه‌ای α وابسته است:
{\displaystyle R={\frac {1.22\lambda }{\mathrm {NA} _{\text{condenser}}+\mathrm {NA} _{\text{objective}}}}}  که      {\displaystyle \mathrm {NA} =n\sin \theta }
در اینجا NA، روزنه عددی است، θ نیمی از زاویه α لنز است، که بستگی به قطر لنز و فاصله کانونی آن دارد، n شاخص بازتاب از محدوده بین لنز و نمونه است و λ طول‌موج نور روشنایی یا نور خارج شده (در میکروسکوپ فلورسانس) از نمونه است.
به این ترتیب، NAها برای هر دو مورد اشیا و کندانسور باید هم اندازهٔ حداکثر وضوح ممکن باشد. در صورتی که هر دو NA یکسان هستند، معادله ممکن است به شکل زیر کاهش یابد:
{\displaystyle R={\frac {1.22\times 400\,{\mbox{nm}}}{1.45\ +\ 0.95}}=203\,{\mbox{nm}}}
که نزدیک به ۲۰۰ نانومتر است.
اشیای غوطه ور در روغن می‌توانند مشکلات کاربردی داشته باشند، به دلیل عمق کم میدان و فاصله بسیار کوتاه کاری، که به دلیل استفاده از پوشش بسیار نازک (۰٫۱۷ میلی‌متر) یا در میکروسکوپ معکوس، به علت استفاده از ظروف نازک ته شیشه‌ای پتری دیش، ایجاد می‌شود.
با این حال، وضوح‌های کمتر از این حد نظری را می‌توان با استفاده از میکروسکوپ با وضوح فوق‌العاده بدست آورد. اینها شامل میدان‌های نوری نزدیک (میکروسکوپ نوری اسکن‌کنندهٔ میدان-نزدیک) یا یک روش پراش به نام میکروسکوپی 4Pi STED است. اشیاء در اندازهٔ ۳۰ نانومتر، با هر دو روش بدست آمده‌اند. علاوه بر اینکه میکروسکوپی فتواکتیوی محلی شده می‌تواند ساختارهای آن اندازه را به ما بدهد، همچنین قادر به ارائه اطلاعات در جهت z (سه بعدی) می‌باشد.